# Росичкові
Роси́чкові (Droseráceae) — родина дводольних рослин, що входить в порядок гвоздикоцвіті, що охоплює 3 роди нині наявних м'ясоїдних рослин.

## Біологічний опис
Росичкові — багаторічні кореневищні, болотні або водні трав'янисті рослини, іноді напівчагарники, що володіють характерними пристроями для лову комах.
Листя росянкових чергові, прості, цілісні, зазвичай зібрані в розетки, і як правило, мають різноманітні залозисті волоски, щетинисті вирости та чутливі щетинки.
Квітки актиноморфні, двостатеві, зібрані в прості верхоквіткові суцвіття.
Плід — коробочка.

## Роди
- Aldrovanda — Альдрованда. Містить один вид — альдрованду пухирчасту, спорадично поширену у внутрішньоконтинентальних прибережних водах усіх кліматичних поясів Землі, окрім найпівнічніших районів.
- Dionaea — Венерина мухоловка. Містить один вид, ендемічний для прибережних районів штату Північна Кароліна (США).
- Drosera — Росичка. Налічує близько 100 видів, поширених всюди.
- † Droserapollis
- † Droserapites
- † Droseridites
- † Fischeripollis
- † Palaeoaldrovanda
- † Saxonipollis